# Vlčí Pole (zámek)
Vlčí Pole je renesanční zámek ve stejnojmenné obci přibližně 20 kilometrů od Mladé Boleslavi, ve směru na Jičín. Zámek se nachází na východním okraji obce, kde je obehnán vysokou zdí. Částečně je viditelný skrz bránu situovanou na severozápadním okraji areálu či z prostranství u kaple svatého Šimona a Judy.

## Historie
První písemné zmínky o panství pocházejí z roku 1318, kdy je v listinách žalován Sulek z Vlčího Pole pánem Vokem z Rotštejna. V roce 1357 bylo panství v držení Albíka a Markéty z Vlčího Pole. Po rozdělení obce na kosteckou a zemanskou část držel Jan Čejka z Újezdce od roku 1406 část zemanskou. V roce 1457 přešlo panství na šlechtu ze Semčic. V letech 1465 až 1486 zde sídlil vladyka Jan Vlčopolský ze Semčic. V roce 1497 koupil celou ves i z panstvím nejvyšší kancléř Českého království Jan II. Šelmberka. Panství poté získali zemané z Bavoryně, kteří jej v roce 1524 prodali Valkounům z Adlaru.V roce 1600 koupil panství Vladislav Odkolek z Újezdce. Další písemné zmínky jsou z roku 1623, kdy Jindřich Odkolek za 8300 kop míšeňských prodal tvrz Polyxeně z Lobkovic, která nechala tvrz přestavět do renesanční podoby, a celé panství se připojilo k hradu Kost. Do třetí čtvrtiny 19. století sídlil na zámku rod Vratislavů-Netolických. V roce 1786 se zde narodil pozdější rakouský polní maršál hrabě Evžen Vratislav z Mitrovic.

## Popis
Tvrz ze 14. století patrně stála na místě dnešního zámku. K zámku je připojena kaple sv. Šimona a Judy, která byla podle některých zdrojů vystavěna ve 12. století v gotickém stylu. V roce 1683 byla barokně přestavěna a roku 1686 znovu vysvěcena. Zámek tvoří jednopatrová budova. Ještě v 19. století proběhly empírové úpravy, ale pozdější úpravy zcela změnily charakter stavby a dnes připomíná spíše velkou vilu. V přízemí budovy je kuchyně a jídelna. Na protilehlé, severní straně zámku bývalo další křídlo, které dnes již neexistuje. Na jižní a jihovýchodní straně je rozsáhlý park se vzácnými dřevinami a třemi altány. Dnes je zámek domovem důchodců.